# NGC 5628
NGC 5628 este o galaxie eliptică situată în constelația Boarul. A fost descoperită în 6 mai 1883 de către Édouard Stephan⁠(d).